# Сора (приток Шуи)
Сора — река в России, протекает по Антроповскому и Парфеньевскому районам Костромской области. Устье реки находится в 83 км от устья Шуи по правому берегу. Длина реки составляет 12 км.
Исток реки расположен в лесах в 27 км к юго-востоку от посёлка Антропово. Река течёт на северо-восток по ненаселённому лесному массиву. Впадает в Шую у деревни Афонино.

## Данные водного реестра
По данным государственного водного реестра России относится к Верхневолжскому бассейновому округу, водохозяйственный участок реки — Волга от города Кострома до Горьковского гидроузла (Горьковское водохранилище), без реки Унжа, речной подбассейн реки — Волга ниже Рыбинского водохранилища до впадения Оки. Речной бассейн реки — (Верхняя) Волга до Куйбышевского водохранилища (без бассейна Оки).
Код объекта в государственном водном реестре — 08010300412110000014169.